# Harsyresalt
Harsyresalt eller Kaliumoxalat är ett salt av kalium- och oxalatjoner.
Harsyresalt användes tidigare för borttagning av bläck- och rostfläckar.